# Banksia leptophylla
Espèce
Classification phylogénétique
Banksia leptophylla est une espèce d'arbuste buissonnant du genre Banksia de la famille des Proteaceae. On le trouve sur la côte ouest de l'Australie Occidentale, de Gingin à Kalbarri. Avant la révision de la classification par Alex George en 1981, il est appelé à tort B. sphaerocarpa var. pinifolia ou var. major.